# 伊藤東一郎

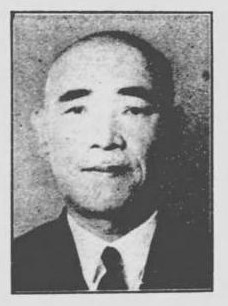
伊藤東一郎

伊藤 東一郎（いとう とういちろう、1879年12月18日 - 1950年10月5日）は、日本の政治家。衆議院議員（3期）。

## 経歴
岐阜県海津郡、後の城山村（城山町、南濃町を経て現海津市）出身。茨城県立水戸中学校卒業後は郷里に戻っていたが、1900年12月より一年志願兵として名古屋歩兵第6連隊第3中隊に属する。日露戦争に従軍後、陸軍歩兵中尉で除隊。その後は輪西中普通水利組合会議員、石津村議、岐阜県議、同参事会員、同副議長、自作農創調査委員、小作、金銭債務各調停委員となる。ほか帝国在郷軍人会海津郡連合分会長、大日本砂防協会評議員となる。
1936年の第19回衆議院議員総選挙において岐阜1区(当時)から立憲民政党公認で立候補して初当選。以来連続3回当選する。1942年の第21回衆議院議員総選挙では大政翼賛会の推薦を受けて当選する。戦後は日本進歩党に入ったが、大政翼賛会の推薦議員のため公職追放となった。追放中の1950年死去。（死去後の1951年に追放解除。）

## 親族
中学在学中、名古屋の軍人の妹と結婚。1900年秋に一子をさずかるも、徴兵中の1901年9月に妻は死去している。